# Hyalorrhipis canescens
Hyalorrhipis canescens är en insektsart som först beskrevs av Henri Saussure 1888.  Hyalorrhipis canescens ingår i släktet Hyalorrhipis och familjen gräshoppor. Inga underarter finns listade i Catalogue of Life.